# Achmad Nawir
Achmad Nawir (1 de janeiro de 1911- abril de 1995) foi um futebolista indonésio. 

## Carreira
Achmad Nawir fez parte do elenco da histórica Seleção das Índias Orientais Holandesas que disputou a Copa do Mundo de 1938.

## Ligações Externas
- Perfil em Fifa.com (em português)